# Пиро (язык)
Пиро (Piro, Yine, Contaquiro, Pira, Piro, Pirro, Simiranch, Simirinche) — язык Перу. Относится к группе пиро, которая также включает в себя языки иньяпари и арипунан. Основной разновидностью является язык йине.

## Диалекты
- Йине (Chontaquiro, Contaquiro, Pira, «Piro» (pej.), Pirro, Simiranch, «Simirinche» (pej.)) распространён в районе реки Мадре-де-Дьос региона Мадре-де-Дьос; в деревнях Конатмана и Пукальпа в районе реки Укаяли регионов Лорето и Укаяли; на восточно-центральной территории реки Урубамба регионов Куско и Укаяли в Перу.
- Мачинере (Machinere, Machineri, Manchinere, Manchineri, Manitenére, Manitenerí, Maxinéri) распространён в общине Терра-Инджижена-Мамоадате муниципалитетов Ассис и Сена-Мадуэйра штата Акри в Бразилии, в деревне Сан-Мигель на реке Акре муниципалитета Больпебра провинции Николас-Суарес департамента Пандо в Боливии.